# Robin van Persie
Robin van Persie (sinh ngày 6 tháng 8 năm 1983 tại Rotterdam) là cựu cầu thủ bóng đá người Hà Lan chơi ở vị trí tiền đạo. Anh lớn lên tại vùng Kralingen phía đông Rotterdam và anh đã bắt đầu sự nghiệp trong đội Excelsior với tư cách là một cầu thủ trẻ. Năm 2002 anh ký hợp đồng chuyên nghiệp với Feyenoord, nơi anh được coi là một tài năng hứa hẹn trong tương lai.
Điểm mạnh của anh là khả năng chơi bóng kỹ thuật và thông minh, chơi tốt cả hai chân. Anh còn được biết đến với khả năng đá phạt chính xác, khả năng dứt điểm một chạm rất tốt và là cầu thủ chuyên thực hiện các quả phạt góc. Pha đánh đầu điệu nghệ vào lưới của đội tuyển Tây Ban Nha của anh tại FIFA World Cup 2014 là một trong những pha ghi bàn đẹp nhất của giải đấu và người đã ví cho anh với bàn thắng này là "Người Hà Lan bay"
Van Persie có thể chơi ở nhiều vị trí trên hàng tiền đạo. Anh đã từng chơi lùi và cắm ở Arsenal, ở đội tuyển Hà Lan anh có thể đảm nhận cả vai trò tiền đạo cánh. Hiện tại, anh đang là cầu thủ ghi nhiều bàn thắng nhất cho đội tuyển quốc gia Hà Lan với 50 bàn thắng.
Ngày 12 tháng 5 năm 2019, Robin van Persie chính thức giã từ sự nghiệp thi đấu quốc tế sau 22 năm thi đấu chuyên nghiệp.

## Sự nghiệp câu lạc bộ

### Feyenoord
Van Persie gia nhập Feyenoord từ SBV Excelsior năm 2001 và anh nhanh chóng được ra sân ở đội hình 1 của câu lạc bộ do nạn chấn thương hoành hành đã tàn phá nghiêm trọng lực lượng đội bóng, khi ấy Persie mới 17 tuổi. Cuối mùa 2001-2002, anh nhận được giải thưởng cầu thủ trẻ xuất sắc nhất mùa giải do KNVB trao tặng. Đây cũng là mùa giải thành công với Feyenoord khi họ đánh bại Borussia Dortmund trong trận chung kết cúp UEFA để đăng quang giải đấu này.
Với sự thể hiện xuất sắc ở mùa giải trước, Persie được ban lãnh đạo ký bản hợp đồng chuyên nghiệp có thời hạn ba năm rưỡi vào mùa 02-03. Persie đã làm ban lãnh đạo đội bóng không hối tiếc bằng cách ghi 5 bàn cho Feyenoord trong chiến thắng 6-1 trước câu lạc bộ AGOVV ở Amstel Cup (cúp QG Hà Lan) vào ngày 6 tháng 1 năm 2003. Đúng vào lúc đang dần trở thành thần tượng mới của đội bóng, Persie lại trở thành một ngựa chứng trong đội hình của Feyenoord, anh liên tục gây rối trong và ngoài sân cỏ đến nỗi bị huấn luyện viên Bert Van Marwijk đày xuống chơi ở đội dự bị. Dù vậy, Persie cũng ra sân 28 trận cùng với 8 bàn thắng và kết thúc mùa giải bằng vị trí thứ ba ở Eredivisie cùng câu lạc bộ. Tuy nhiên đây là một mùa giải không vui với Van Persie và Feyenoord, họ đã thua trong hai trận đấu quan trọng của mùa giải trước Real Madrid ở UEFA Super Cup 2002 và trước FC Untrect ở chung kết Amstel Cup.
Với tài năng đã được kiểm chứng Van Persie được rất nhiều đội bóng mời chào, chính vì nguyên nhân đó mà ban lãnh đạo Feyenoord đã rất khó khăn trong việc gia hạn hợp đồng với anh. Mùa giải 03-04 là một mùa giải không thành công của Van Persie khi anh không giành được một danh hiệu nào cùng đội bóng, anh cũng ra sân 28 trận như mùa giải trước nhưng chỉ ghi được 6 bàn tuy nhiên phần lớn các trận đấu, anh đều vào sân từ băng ghế dự bi. Kết thúc mùa giải, Van persie và Feyenoord đã không đạt được thoả thuận gia hạn hợp đồng. Để không bị mất trắng Persie, ban lãnh đạo Feyenoord đã phải bán anh cho câu lạc bộ thi đấu tại Premier League Arsenal với giá 2,75 triệu bảng, chỉ bằng một nửa so với con số 5 triệu mà họ muốn.

### Arsenal

#### Mùa giải 2004-2005

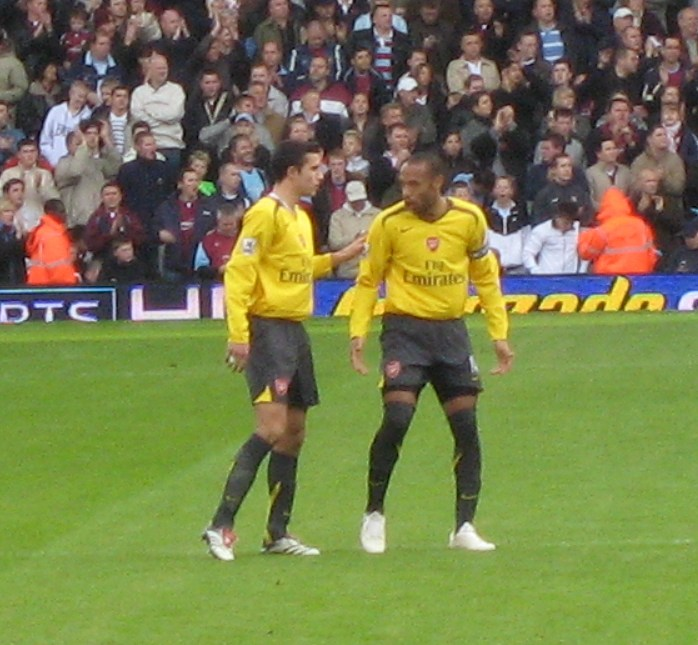
Van Persie và Thierry Henry

Vào ngày 17 tháng 5 năm 2004, Van Persie đã ký hợp đồng có thời hạn 4 năm với Arsenal. Anh có trận ra mắt câu lạc bộ trong chiến thắng 3-1 trước Manchester United ở FA Community Shield vào ngày 8/8/2004.
Sau khi vào sân ở đầu hiệp hai thay choThierry Henry, Persie đã chơi khá tốt và để lại dấu ấn bằng cú lắc đầu điệu nghệ vọt xà của Tim Howard của Manchester United. Sau khi kết thúc trận đấu, huấn luyện viên Arsène Wenger của Arsenal đã nói rằng Van Persie làm ông nhớ lại Dennis Bergkamp ngày trước. Van Persie đã ghi bàn thắng đầu tiên cho Arsenal trong chiến thắng 2-1 trước một đội bóng khác của thành Manchester là Manchester City trong khuôn khổ League Cup. Bàn thắng đầu tiên của Persie cho Arsenal ở giải ngoại hạng được ghi vào lưới của Southampton - một bàn thắng đã cứu Arsenal khỏi một thất bại ngay trên sân nhà Highbury. Tuy nhiên, cái tên Southampton cũng gắn liền với một kỉ niệm buồn của Van Persie với chiếc thẻ đỏ trong trận đấu lượt về của hai đội, sau sự kiện đó huấn luyện viên Wenger cũng tỏ ra không hài lòng với Van Persie và cho rằng anh quá nóng tính và cần phải cải thiện nhiều cái tính này. Bị chỉ trích, Persie rất hối hận và anh quyết tâm chuộc lỗi. Chỉ trong vòng một tuần, Persie đã ba lần chọc thủng lưới câu lạc bộ Blackburn Rovers trong chiến thắng 1-0 tại giải ngoại hạng và 3-0 ở bán kết FA Cup. Một tuần là đủ để Persie lấy lại niềm tin từ đồng đội và huấn luyện viên, sau đó anh còn ghi được thêm 2 bàn thắng nữa trong các trận đấu với West Brom và Everton. Van Persie đã gặp lại Manchester United trong trận đấu cuối cùng của mùa giải và đoạt cúp FA sau khi đánh bại đội bóng này trên chấm Penalty.

#### Mùa giải 2005-2006
Trong mùa bóng thứ hai ở Arsenal, van Persie đã dần trưởng thành, anh đã thi đấu trầm tĩnh và khôn ngoan hơn. Kết quả là van Persie được nhận danh hiệu cầu thủ xuất sắc nhất tháng 11 của giải ngoại hạng sau khi ghi 4 bàn trong 4 trận liên tiếp và anh đã được ban lãnh đạo Arsenal gia hạn hợp đồng đến năm 2011 vào tháng 1 năm 2006. Tuy nhiên, một chấn thương trong trận đấu với Cardiff City đã khiến anh phải vật lộn với chấn thương trong phần còn lại của mùa giải, van Persie chỉ ghi được thêm một bàn thắng vào lưới Aston Villa và không thể vào sân trong trận chung kết Champions league với F.C. Barcelona (Arsenal thua 1-2). Mùa giải kết thúc, van Persie ra sân tổng cộng 38 trận và ghi được 11 bàn thắng trên mọi mặt trận.

#### Mùa giải 2006-2007

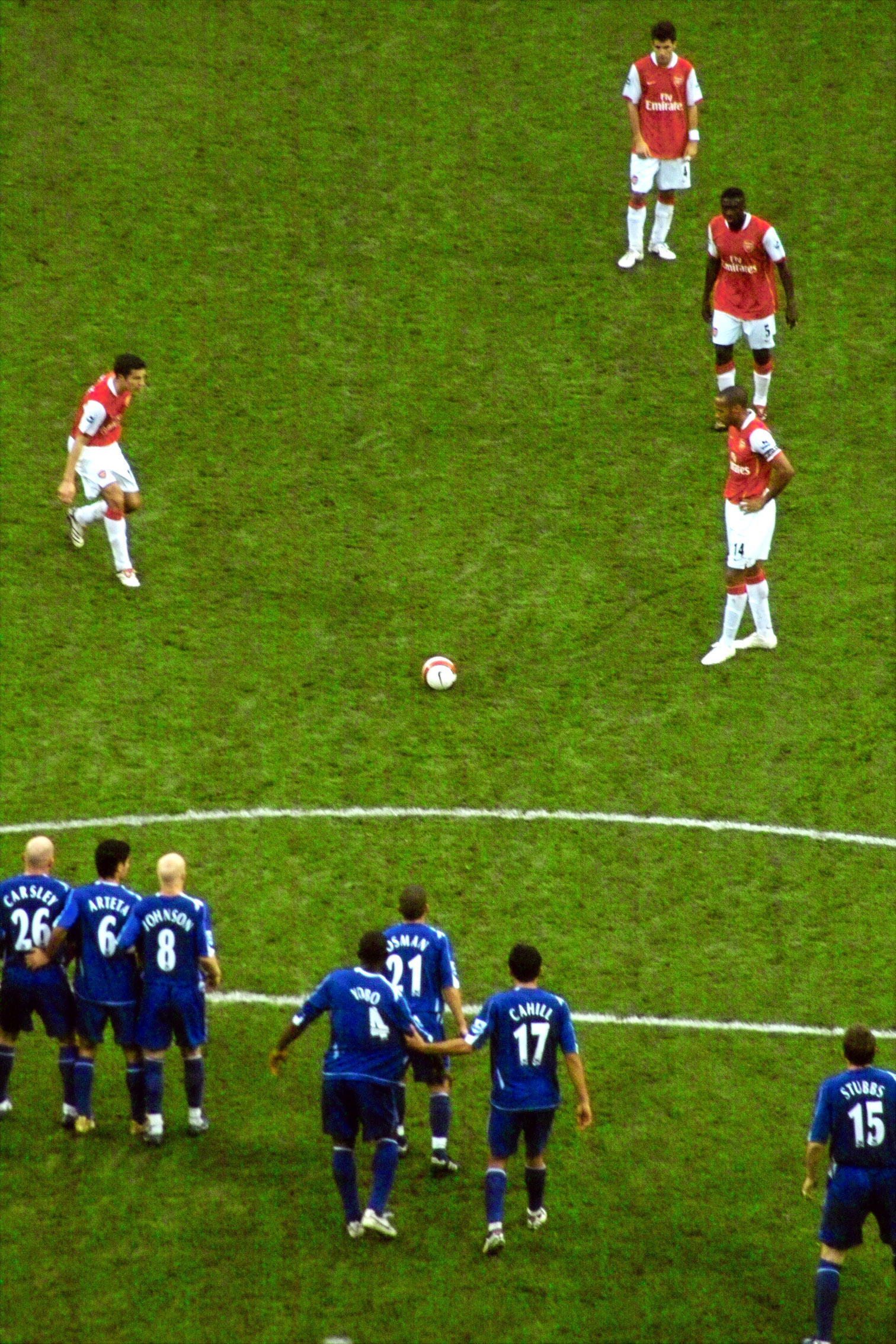
Van Persie thực hiện quả đá phạt trong trận đấu với Everton

Van Persie đã không thể ghi được bàn thắng nào trong 6 trận đấu đầu tiên ở giải ngoại hạng và chỉ đến trận đấu với Charlton Athletic anh mới khai hoả bằng một cú đúp trong đó bàn thắng thứ hai được ghi bằng một cú volley ngoạn mục được HLV Arsene Wenger gọi là " Bàn thắng đẹp nhất trong đời". Sau đó, nó cũng đựợc BBC bình chọn là bàn thắng đẹp nhất trong tháng 9. Kể từ đó, Van Persie trở thành người đá cặp ăn ý nhất với đội trưởng Thierry Henry trên hàng công. Cả hai đã cùng ghi bàn trong chiến thắng 2-1 trước Manchester United ở vòng 24 giải ngoại hạng Anh. Tuy nhiên, chấn thương nghiêm trọng ở bàn chân ngay trong trận đấu đó đã kết thúc luôn mùa giải 2006-2007 của Persie dù anh đạt phong độ rất cao lúc đó. Van Persie đã ghi 13 bàn trong 31 trận trong mùa giải đó và lần đầu tiên trở thành Vua phá lưới của Arsenal trong một mùa bóng.

#### Mùa giải 2007-2008

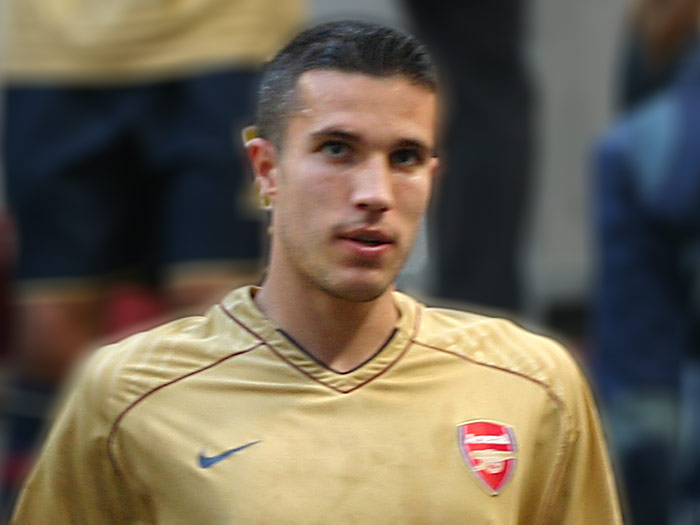
Van Persie trong mùa bóng 07-08

Những trận đầu tiên của giải Ngoại hạng đánh dấu sự trở lại của van Persie với 5 bàn sau 7 trận. Mùa bóng không có Henry của Arsenal tưởng như hoàn hảo khi họ có Persie nhưng 1 chấn thương trong màu áo đội tuyển Hà Lan đã làm anh nghỉ thi đấu đến gần hết mùa giải.Mặc dù Persie đã ra sân trở lại trong những trận đấu quan trọng của Arsenal ở cuối mùa 07-08 như trận gặp Manchester United, Liverpool nhưng chấn thương đã khiến phong độ của cầu thủ này đi xuống nên anh không thể giúp Arsenal vô địch FA Premier League cũng như Champions League. Mùa bóng 07-08 vật lộn với chấn thương của Persie kết thúc với 7 bàn qua 15 trận ở FA Premier League và 2 bàn qua 7 trận ở Champions League.Tuy nhiên, mùa giải không thành công của van Persie với Arsenal đã không ngăn cản cầu thủ này thi đấu xuất sắc trong màu áo tuyển Hà Lan tham dự Euro 2008, với 2 bàn sau 1 trận ra sân chính thức và 2 trận ra sân từ ghế dự bị.Persie còn nhận giải "Cầu thủ xuất sắc nhất trận đấu" Hà Lan 2-0 Romania với bàn thắng vào lưới Romania bằng cú sút chân thuận cực mạnh cùng với nhiều đường chuyền thông minh cho đồng đội. Nhưng sự thành công của anh một lần nữa dừng lại khi Hà Lan thua Nga 3-1 trong trận Tứ Kết. Mùa 07-08 đã kết thúc không đến nỗi nào với Persie, nhất là khi anh chấn thương hơn nửa mùa giải.

#### Mùa giải 2008-2009
Mặc dù bị Juventus mời chào cuối hè 2008 sau thành công ở Euro 2008 nhưng Persie đã quyết tâm ở lại Arsenal, ít nhất cho đến năm 2011 khi hợp đồng của anh kết thúc. Loạt trận giao hữu của Arsenal mùa hè trước mùa bóng 08-09, van Persie không ghi được bàn nào và anh còn bị chấn thương nhẹ trước khi mùa bóng mới khởi tranh.
Những tưởng sự nghiệp cầu thủ của anh đã chững lại khi mới 25 tuổi thì Persie đã ghi liền 2 bàn trong chiến thắng 3-0 của Arsenal trước Newcastle United ở vòng 3 Premier League. Sau đó cầu thủ Hà Lan tiếp tục thể hiện phong độ ấn tượng bằng 1 loạt bàn thắng cho Arsenal, điển hình là 3 đường chuyền thành bàn và 1 bàn thắng trong trận Arsenal 4-4 Tottenham, hay 2 bàn thắng và 1 quả phạt góc trở thành bàn thắng trong trận Arsenal 4-0 Porto. Một lần nữa thì van Persie lại không thể đóng góp gì cho Arsenal trong trận họ thắng Manchester United 2-1 vì chiếc thẻ đỏ trong trận gặp Stoke City vòng đấu trước; lý do dẫn đến chiếc thẻ đỏ khá vô duyên: chỉ vì quá ức chế mà Persie phạm lỗi với thủ môn đối phương (Thomas Sorensen)- tình huống 1 lần nữa cho thấy Persie nên kiềm chế tính nóng nảy của mình. Nhưng Persie đã chuộc lỗi bằng 2 bàn thắng giúp Arsenal thắng Chelsea 2-1 vòng 15, chiến thắng còn giúp Arsenal lấy lại hy vọng vô địch; điều này cho thấy dấu ấn đậm nét của cầu thủ này với Arsenal và đánh dấu sự trở lại thành công của anh mùa bóng mới.Sau đó, van Persie lại tiếp tục thể hiện đẳng cấp trong những trận của Arsenal với 3 đội còn lại của Top 4 bằng bàn thắng trong trận Arsenal 1-1 Liverpool; bàn thắng thể hiện sức mạnh, tốc độ, sự khéo léo, quyết đoán của cầu thủ này. Persie lần đầu mang băng đội trưởng Arsenal vào ngày 3-1-09 khi đội trưởng Fabregas bị chấn thương và anh đánh dấu sự kiện này bằng 2 bàn thắng giúp Arsenal thắng Plymouth 3-1 để vượt qua vòng 3 cúp FA.
Mùa giải 08/09 khép lại khá thành công với van Persie khi anh ghi tổng cộng 20 bàn và 13 đường kiến tạo thành bàn qua 44 trận và cho Arsenal qua tất cả các mặt trận, thành tích tốt nhất mà anh có được từ khi gia nhập Arsenal. Và anh cũng được bầu chọn là Cầu thủ Arsenal xuất sắc nhất mùa 08/09 qua trang web chính thức của CLB Arsenal.
Cùng với việc hợp đồng giữa Persie và Arsenal chỉ còn lại một năm thì hai bên đã đàm phán với nhau trong suốt một thời gian dài. Cuối cùng, vào ngày 8 tháng 7, Van Persie đã ký hợp đồng thi đấu mới với Arsenal. Anh đã nói rằng " Trái tim tôi thuộc về Arsenal và tôi không thể hình dung rằng mình sẽ mang màu áo khác. Tôi muốn nói điều đó vì tôi rất yêu mến câu lạc bộ này".

#### Mùa giải 2009-2010
Chấn thương khiến cho van Persie không thể hiện được nhiều trong màu áo Arsenal, anh chỉ ghi được 10 bàn thắng trong tổng số 20 lần ra sân trong cả mùa 2009-2010. Anh vắng mặt trong hầu hết các trận đấu quan trọng của CLB, và Arsenal tiếp tục có một mùa giải trắng tay và sự phục vụ của van Persie cho CLB là cực kì hạn chế
Tại World Cup 2010, mặc dù đội tuyển Hà Lan của van Persie chơi rất thành công và chỉ để thua tối thiểu trước Tây Ban Nha trong trận chung kết, nhưng Robin van Persie lại là một trong những nỗi thất vọng lớn nhất.Anh ra sân thường xuyên trong cả vòng chung kết World Cup 2010 nhưng chỉ ghi vỏn vẹn một bàn thắng trong trận cuối cùng của vòng bảng; bàn mở tỉ số trong trận Hà Lan 2-1 Cameroon. World Cup 2010 kết thúc khá thành công với Hà Lan nhưng lại là một nỗi thất vọng với một trung phong lãnh trọng trách ghi bàn như van Persie, mặc dù vậy cũng không thể phủ nhận những đóng góp của anh trong lối chơi chung của Hà Lan.

#### Mùa giải 2010-2011
Sau khi William Gallas chuyển đến Tottenham Hotspur vào mùa hè 2010, số áo của van Persie tại Arsenal chính thức được đổi từ 11 thành 10- số áo của Dennis Bergkamp tại Arsenal trước đây.
Nhưng mùa giải đầu tiên với áo số 10 của van Persie tại Arsenal khởi đầu không được suôn sẻ, anh chi thi đấu được vài trận cho CLB vào đầu mùa giải và lại dính chấn thương. Van Persie trở lại vào tháng 12/2010 với phong độ ấn tượng nhất từ trước tới giờ tại Arsenal; bắt đầu bằng pha ghi bàn từ chấm pelnaty vào lưới Partizan Belgrade tại Champions League sau đó là hàng loạt bàn thắng cho Arsenal trong các trận tiếp theo, trong đó có các cú đúp vào lưới West Ham United, Newcastle, Wolves hay hattrick vào lưới Wigan, bàn thắng gỡ hoà quan trọng trong trận lượt đi với Barcelona tại UEFA Champions League,với cú sút ở góc cực hẹp, hay pha volley đẹp mắt vào lưới Birmingham City trong trận chung kết League Cup,... và cũng có một vài điểm nhấn như việc anh bị thẻ đỏ khá vô duyên trong trận lượt về gặp Barca tại Champions League: van Persie sút bóng chỉ khoảng 1-2 giây sau khi trọng tài chính thổi còi báo việt vị nhưng vẫn phải nhận thẻ vàng thứ 2 mặc dù với anh thì sân Nou Camp quá đông khán giả hò hét và không thể nào nghe và thực hiện ngay yêu cầu của trọng tài sau 1-2 giây, và chiếc thẻ đỏ đó đã gián tiếp loại Arsenal khỏi Champions League với tổng tỉ số 3-4 trước Barcelona (thắng 2-1 ở lượt đi và thua 1-3 ở lượt về)
Nửa sau mùa giải 2010-2011 kết thúc cực kì thành công cho van Persie nhưng CLB Arsenal của anh lại tiếp tục trắng tay ở mọi giải đấu họ tham dự. Thậm chí van Persie còn lập kỉ lục tại Premier League với 9 trận liên tiếp ghi bàn trên sân khách (kỉ lục cũ thuộc về Didier Drogba với 6 trận) và cân bằng kỷ lục ghi 18 bàn thắng trong một mùa giải, tính từ ngày 01 tháng Một trở đi, từng được lập bởi Thierry Henry và Cristiano Ronaldo trước đó. Premier League 2010-2011 kết thúc thành công với van Persie với danh hiệu không chính thức là cầu thủ ghi bàn nhiều thứ 2 (18 bàn) chỉ sau Carlos Tevez (Man City) và Dimitar Berbatov (Man Utd) đồng 21 bàn, mặc dù anh chỉ thi đấu nửa mùa giải. Đồng thời đây cũng là mùa giải van Persie ghi bàn nhiều nhất cho Arsenal với 22 bàn thắng qua 31 lần ra sân (26 lần chính thức 7 lần dự bị)

### Manchester United
Mùa bóng 2012-2013, Robin van Persie chuyển tới đầu quân cho Manchester United với số tiền chuyển nhượng là 24 triệu bảng. Đây được coi là một quyết định sáng suốt của Robin trong mục tiêu kiếm tìm các danh hiệu của ngôi sao này. Anh ghi bàn thắng đầu tiên cho Quỷ Đỏ vào lưới Fulham. Van Persie liên tiếp lập công trong đó có 2 hat trick vào lưới Southampton và Aston Villa trong khuôn khổ Premier League. Trong trận gặp Aston Villa lượt về, van Persie lập hat trick giúp Man United đăng quang ngôi vô địch sớm 4 vòng đấu.
Năm 2013, Robin van Persie có được chiếc cúp Premier League lần đầu tiên trong sự nghiệp của anh cùng với Manchester United. Tổng cộng Robin Van Persie ghi 30 bàn trên mọi đấu trường (26 bàn trong khuôn khổ Premier League) và là giành danh hiệu chiếc giày vàng năm 2012-2013. Khép lại một mùa giải ấn tượng của anh.
Mùa 2013-2014, Van Persie khởi đầu mùa giải với cú đúp giúp M.U thắng Swansea 4-1. Một mùa giải không như ý của Persie khi anh liên tục gặp những chấn thương nhưng anh cũng kịp để lại dấu ấn khi lập hat-trick vào lưới Olympiakos tại vòng 16 đội Champions League để giúp Manchester United giành chiến thắng với tổng tỉ số 3-2 sau hai lượt trận.
Mùa 2014-2015, Van Persie đã ghi bàn thắng đầu tiên cho mùa giải ở mùa giải thứ tư của anh trong trận thua 5-3 trước Leicester City vào ngày 21 tháng 9 năm 2014. Anh ghi bàn tiếp theo trong trận đấu gặp West Ham, giúp United giành chiến thắng 2-1. Ngày 26 tháng 10 năm 2014, cuộc đối đầu đối thủ của Chelsea, Van Persie đã ghi bàn gỡ hòa muộn để mang về để kiếm được một điểm cho United. Pha đánh đầu của Marouane Fellaini sau pha đá phạt của Ángel Di María đã được cứu thua bởi Thibaut Courtois, và Van Persie đã băng vào đá bồi tung lưới Chelsea với một pha dứt điểm rất căng. Van Persie ăn mừng bàn thắng bằng cách cởi áo ra và đã phải nhận thẻ vàng từ trọng tài. Ngày 11 tháng 1 năm 2015, anh bị một chấn thương mắt cá chân trong trận thua 0-1 Southampton. Sau thất bại của Manchester United với West Bromwich Albion, Van Persie đã bỏ lỡ một quả phạt đền.

### Fenerbahçe S.K
Ngày 14 tháng 7 năm 2015, van Persie chuyển đến đầu quân cho Fenerbahçe của Thổ Nhĩ Kỳ với bản hợp đồng có thời hạn 3 năm, phí chuyển nhượng 3,84 triệu bảng.

## Thống kê sự nghiệp

### Câu lạc bộ
Tính đến 15 tháng 5 năm 2019.
| Câu lạc bộ          | Mùa giải            | Giải quốc gia       | Giải quốc gia | Giải quốc gia | Cúp quốc gia | Cúp quốc gia | Cúp liên đoàn | Cúp liên đoàn | Châu Âu | Châu Âu | Khác | Khác | Tổng cộng | Tổng cộng |
| Câu lạc bộ          | Mùa giải            | Giải đấu            | Trận          | Bàn           | Trận         | Bàn          | Trận          | Bàn           | Trận    | Bàn     | Trận | Bàn  | Trận      | Bàn       |
| ------------------- | ------------------- | ------------------- | ------------- | ------------- | ------------ | ------------ | ------------- | ------------- | ------- | ------- | ---- | ---- | --------- | --------- |
| Feyenoord           | 2001–02             | Eredivisie          | 10            | 0             | 0            | 0            | –             | –             | 7       | 0       | –    | –    | 17        | 0         |
| Feyenoord           | 2002–03             | Eredivisie          | 23            | 9             | 3            | 7            | –             | –             | 2       | 0       | –    | –    | 28        | 16        |
| Feyenoord           | 2003–04             | Eredivisie          | 28            | 6             | 2            | 0            | –             | –             | 3       | 0       | –    | –    | 33        | 6         |
| Feyenoord           | Tổng cộng           | Tổng cộng           | 61            | 15            | 5            | 7            | –             | –             | 12      | 0       | –    | –    | 78        | 22        |
| Arsenal             | 2004–05             | Premier League      | 26            | 5             | 5            | 3            | 3             | 1             | 6       | 1       | 1    | 0    | 41        | 10        |
| Arsenal             | 2005–06             | Premier League      | 24            | 5             | 2            | 0            | 4             | 4             | 7       | 2       | 1    | 0    | 38        | 11        |
| Arsenal             | 2006–07             | Premier League      | 22            | 11            | 1            | 0            | 0             | 0             | 8       | 2       | –    | –    | 31        | 13        |
| Arsenal             | 2007–08             | Premier League      | 15            | 7             | 0            | 0            | 1             | 0             | 7       | 2       | –    | –    | 23        | 9         |
| Arsenal             | 2008–09             | Premier League      | 28            | 11            | 6            | 4            | 0             | 0             | 10      | 5       | –    | –    | 44        | 20        |
| Arsenal             | 2009–10             | Premier League      | 16            | 9             | 0            | 0            | 0             | 0             | 3       | 1       | –    | –    | 19        | 10        |
| Arsenal             | 2010–11             | Premier League      | 25            | 18            | 2            | 1            | 3             | 1             | 3       | 2       | –    | –    | 33        | 22        |
| Arsenal             | 2011–12             | Premier League      | 38            | 30            | 2            | 2            | 0             | 0             | 8       | 5       | –    | –    | 48        | 37        |
| Arsenal             | Tổng cộng           | Tổng cộng           | 194           | 96            | 18           | 10           | 11            | 6             | 52      | 20      | 2    | 0    | 277       | 132       |
| Manchester United   | 2012–13             | Premier League      | 38            | 26            | 4            | 1            | 0             | 0             | 6       | 3       | –    | –    | 48        | 30        |
| Manchester United   | 2013–14             | Premier League      | 21            | 12            | 0            | 0            | 0             | 0             | 6       | 4       | 1    | 2    | 28        | 18        |
| Manchester United   | 2014–15             | Premier League      | 27            | 10            | 2            | 0            | 0             | 0             | –       | –       | –    | –    | 29        | 10        |
| Manchester United   | Tổng cộng           | Tổng cộng           | 86            | 48            | 4            | 1            | 0             | 0             | 12      | 7       | 1    | 2    | 105       | 58        |
| Fenerbahçe          | 2015–16             | Süper Lig           | 31            | 16            | 5            | 5            | —             | —             | 12      | 1       | —    | —    | 48        | 22        |
| Fenerbahçe          | 2016–17             | Süper Lig           | 24            | 9             | 4            | 4            | —             | —             | 7       | 1       | —    | —    | 35        | 14        |
| Fenerbahçe          | 2017–18             | Süper Lig           | 2             | 0             | 0            | 0            | —             | —             | 2       | 0       | —    | —    | 4         | 0         |
| Fenerbahçe          | Tổng cộng           | Tổng cộng           | 57            | 25            | 9            | 9            | 0             | 0             | 21      | 2       | —\|  | —\|  | 87        | 36        |
| Feyenoord           | 2017–18             | Eredivisie          | 12            | 5             | 2            | 2            | —             | —             | —       | —       | —    | —    | 14        | 7         |
| Feyenoord           | 2018–19             | Eredivisie          | 25            | 16            | 4            | 2            | —             | —             | 1       | 0       | 1    | 0    | 31        | 18        |
| Feyenoord           | Tổng cộng           | Tổng cộng           | 37            | 21            | 6            | 4            | —             | —             | 1       | 0       | 1    | 0    | 45        | 25        |
| Tổng cộng sự nghiệp | Tổng cộng sự nghiệp | Tổng cộng sự nghiệp | 435           | 205           | 44           | 31           | 11            | 6             | 99      | 29      | 4    | 2    | 593       | 273       |

### Bàn thắng cho đội tuyển quốc gia

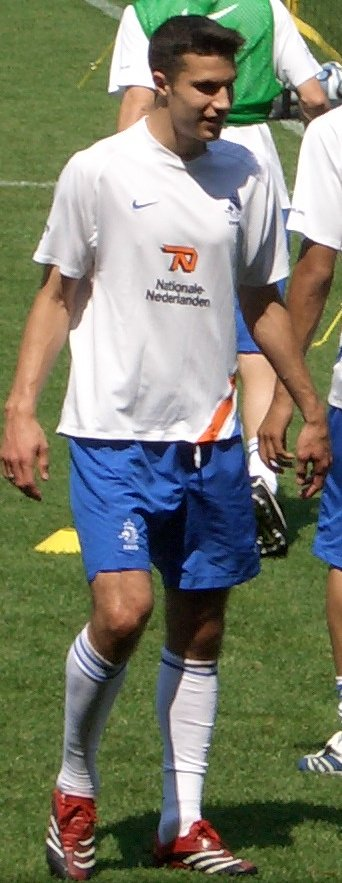
Van Persie trong màu áo đội tuyển Hà Lan

Trận đầu khoác áo đội tuyển quốc gia Hà Lan: 4/6/2005.
Trận cuối khoác áo đội tuyển quốc gia Hà Lan: 26/8/2016.
Thi đấu 102 trận, ghi được 50 bàn

### Các bàn thắng cho đội tuyển quốc gia
| #   | Ngày                 | Địa điểm                                                           | Đối thủ          | Bàn thắng | Kết quả | Giải đấu                 |
| --- | -------------------- | ------------------------------------------------------------------ | ---------------- | --------- | ------- | ------------------------ |
| 1.  | 8 tháng 6 năm 2005   | Sân vận động Olympic Helsinki, Helsinki, Phần Lan                  | Phần Lan         | 0–4       | 0–4     | Vòng loại World Cup 2006 |
| 2.  | 16 tháng 6 năm 2006  | Sân vận động Gottlieb Daimler, Stuttgart, Đức                      | Bờ Biển Ngà      | 0–1       | 1–2     | World Cup 2006           |
| 3.  | 16 tháng 8 năm 2006  | Sân vận động Lansdowne Road, Dublin, Ireland                       | Cộng hòa Ireland | 0–4       | 0–4     | Giao hữu                 |
| 4.  | 6 tháng 9 năm 2006   | Sân vận động Philips, Eindhoven, Hà Lan                            | Belarus          | 1–0       | 3–0     | Vòng loại Euro 2008      |
| 5.  | 6 tháng 9 năm 2006   | Sân vận động Philips, Eindhoven, Hà Lan                            | Belarus          | 2–0       | 3–0     | Vòng loại Euro 2008      |
| 6.  | 7 tháng 10 năm 2006  | Sân vận động Quốc gia Vasil Levski, Sofia, Bulgaria                | Bulgaria         | 1–1       | 1–1     | Vòng loại Euro 2008      |
| 7.  | 11 tháng 10 năm 2006 | Amsterdam ArenA, Amsterdam, Hà Lan                                 | Albania          | 1–0       | 2–1     | Vòng loại Euro 2008      |
| 8.  | 13 tháng 6 năm 2008  | Stade de Suisse, Bern, Thụy Sĩ                                     | Pháp             | 2–0       | 4–1     | Euro 2008                |
| 9.  | 17 tháng 6 năm 2008  | Stade de Suisse, Bern, Thụy Sĩ                                     | România          | 2–0       | 2–0     | Euro 2008                |
| 10. | 20 tháng 8 năm 2008  | Sân vận động Lokomotiv, Moscow, Nga                                | Nga              | 0–1       | 1-1     | Giao hữu                 |
| 11. | 19 tháng 11 năm 2008 | Amsterdam ArenA, Amsterdam, Hà Lan                                 | Thụy Điển        | 1–0       | 3–1     | Giao hữu                 |
| 12. | 19 tháng 11 năm 2008 | Amsterdam ArenA, Amsterdam, Hà Lan                                 | Thụy Điển        | 2–0       | 3–1     | Giao hữu                 |
| 13. | 28 tháng 3 năm 2009  | Amsterdam ArenA, Amsterdam, Hà Lan                                 | Scotland         | 2–0       | 3–0     | Vòng loại World Cup 2010 |
| 14. | 5 tháng 9 năm 2009   | Sân vận động Grolsch Veste, Enschede, Hà Lan                       | Nhật Bản         | 1–0       | 3–0     | Giao hữu                 |
| 15. | 26 tháng 5 năm 2010  | Dreisamstadion, Freiburg, Đức                                      | México           | 1-0       | 2-1     | Giao hữu                 |
| 16. | 26 tháng 5 năm 2010  | Dreisamstadion, Freiburg, Đức                                      | México           | 2-0       | 2-1     | Giao hữu                 |
| 17. | 1 tháng 6 năm 2010   | Sân vận động De Kuip, Rotterdam, Hà Lan                            | Ghana            | 4-1       | 4-1     | Giao hữu                 |
| 18. | 5 tháng 6 năm 2010   | Amsterdam ArenA, Amsterdam, Hà Lan                                 | Hungary          | 1-1       | 6-1     | Giao hữu                 |
| 19. | 24 tháng 6 năm 2010  | Sân vận động Cape Town, Cape Town, Nam Phi                         | Cameroon         | 1-0       | 2-1     | World Cup 2010           |
| 20. | 25 tháng 3 năm 2011  | Sân vận động Ferenc Puskás, Budapest, Hungary                      | Hungary          | 4-0       | 4-0     | Vòng loại Euro 2012      |
| 21. | 29 tháng 3 năm 2011  | Amsterdam ArenA, Amsterdam, Hà Lan                                 | Hungary          | 1-0       | 5-3     | Vòng loại Euro 2012      |
| 22. | 2 tháng 9 năm 2011   | Amsterdam ArenA, Amsterdam, Hà Lan                                 | San Marino       | 1-0       | 11-0    | Vòng loại Euro 2012      |
| 23. | 2 tháng 9 năm 2011   | Amsterdam ArenA, Amsterdam, Hà Lan                                 | San Marino       | 6-0       | 11-0    | Vòng loại Euro 2012      |
| 24. | 2 tháng 9 năm 2011   | Amsterdam ArenA, Amsterdam, Hà Lan                                 | San Marino       | 7-0       | 11-0    | Vòng loại Euro 2012      |
| 25. | 2 tháng 9 năm 2011   | Amsterdam ArenA, Amsterdam, Hà Lan                                 | San Marino       | 9-0       | 11-0    | Vòng loại Euro 2012      |
| 26. | 26 tháng 5 năm 2012  | Amsterdam ArenA, Amsterdam, Hà Lan                                 | Bulgaria         | 1-0       | 1-2     | Giao hữu                 |
| 27. | 2 tháng 6 năm 2012   | Amsterdam ArenA, Amsterdam, Hà Lan                                 | Bắc Ireland      | 1-0       | 6-0     | Giao hữu                 |
| 28. | 2 tháng 6 năm 2012   | Amsterdam ArenA, Amsterdam, Hà Lan                                 | Bắc Ireland      | 3-0       | 6-0     | Giao hữu                 |
| 29. | 13 tháng 6 năm 2012  | Sân vận động Metalist, Kharkiv, Ukraina                            | Đức              | 1-2       | 1-2     | Euro 2012                |
| 30. | 7 tháng 9 năm 2012   | Amsterdam ArenA, Amsterdam, Hà Lan                                 | Thổ Nhĩ Kỳ       | 1-0       | 2-0     | Vòng loại World Cup 2014 |
| 31. | 16 tháng 10 năm 2012 | Arena Națională, Bucharest, România                                | România          | 4-1       | 4-1     | Vòng loại World Cup 2014 |
| 32. | 22 tháng 3 năm 2013  | Amsterdam ArenA, Amsterdam, Hà Lan                                 | Estonia          | 2-0       | 3-0     | Vòng loại World Cup 2014 |
| 33. | 26 tháng 3 năm 2013  | Amsterdam ArenA, Amsterdam, Hà Lan                                 | România          | 2-0       | 4-0     | Vòng loại World Cup 2014 |
| 34. | 26 tháng 3 năm 2013  | Amsterdam ArenA, Amsterdam, Hà Lan                                 | România          | 3-0       | 4-0     | Vòng loại World Cup 2014 |
| 35. | 11 tháng 6 năm 2013  | Sân vận động Công nhân, Bắc Kinh, Trung Quốc                       | Trung Quốc       | 1-0       | 2-0     | Giao hữu                 |
| 36. | 6 tháng 9 năm 2013   | A. Le Coq Arena, Tallinn, Estonia                                  | Estonia          | 2-2       | 2-2     | Vòng loại World Cup 2014 |
| 37. | 10 tháng 9 năm 2013  | Sân vận động Thành phố Andorra la Vella, Andorra la Vella, Andorra | Andorra          | 1-0       | 2-0     | Vòng loại World Cup 2014 |
| 38. | 10 tháng 9 năm 2013  | Sân vận động Thành phố Andorra la Vella, Andorra la Vella, Andorra | Andorra          | 2-0       | 2-0     | Vòng loại World Cup 2014 |
| 39. | 11 tháng 10 năm 2013 | Amsterdam ArenA, Amsterdam, Hà Lan                                 | Hungary          | 1-0       | 11-0    | Vòng loại World Cup 2014 |
| 40. | 11 tháng 10 năm 2013 | Amsterdam ArenA, Amsterdam, Hà Lan                                 | Hungary          | 4-0       | 11-0    | Vòng loại World Cup 2014 |
| 41. | 11 tháng 10 năm 2013 | Amsterdam ArenA, Amsterdam, Hà Lan                                 | Hungary          | 5-1       | 11-0    | Vòng loại World Cup 2014 |
| 42. | 17 tháng 5 năm 2014  | Amsterdam ArenA, Amsterdam, Hà Lan                                 | Ecuador          | 1-1       | 2-2     | Giao hữu                 |
| 43. | 31 tháng 5 năm 2014  | Sân vận động Feyenoord, Rotterdam, Hà Lan                          | Ghana            | 1-0       | 1-0     | Giao hữu                 |
| 44. | 13 tháng 6 năm 2014  | Arena Fonte Nova, Salvador, Brasil                                 | Tây Ban Nha      | 1-1       | 5-1     | World Cup 2014           |
| 45. | 13 tháng 6 năm 2014  | Arena Fonte Nova, Salvador, Brasil                                 | Tây Ban Nha      | 4-1       | 5-1     | World Cup 2014           |
| 46. | 15 tháng 6 năm 2014  | Sân vận động Beira-Rio, Porto Alegre, Brasil                       | Úc               | 2-2       | 3-2     | World Cup 2014           |
| 47. | 12 tháng 7 năm 2014  | Sân vận động Mané Garrincha, Brasília, Brasil                      | Brasil           | 1-0       | 3-0     | World Cup 2014           |
| 48. | 10 tháng 10 năm 2014 | Amsterdam ArenA, Amsterdam, Hà Lan                                 | Kazakhstan       | 3-1       | 3-1     | Vòng loại Euro 2016      |
| 49. | 16 tháng 11 năm 2014 | Amsterdam ArenA, Amsterdam, Hà Lan                                 | Latvia           | 1-0       | 6-0     | Vòng loại Euro 2016      |
| 50. | 13 tháng 10 năm 2015 | Amsterdam ArenA, Amsterdam, Hà Lan                                 | Cộng hòa Séc     | 2-3       | 2-3     | Vòng loại Euro 2016      |

## Danh hiệu
Feyenoord
- UEFA Cup: 2001–02[14]
- KNVB Cup: 2017–18[15]
- Johan Cruyff Shield: 2018[16]

Arsenal
- FA Cup: 2004–05[17]
- FA Community Shield: 2004[18]

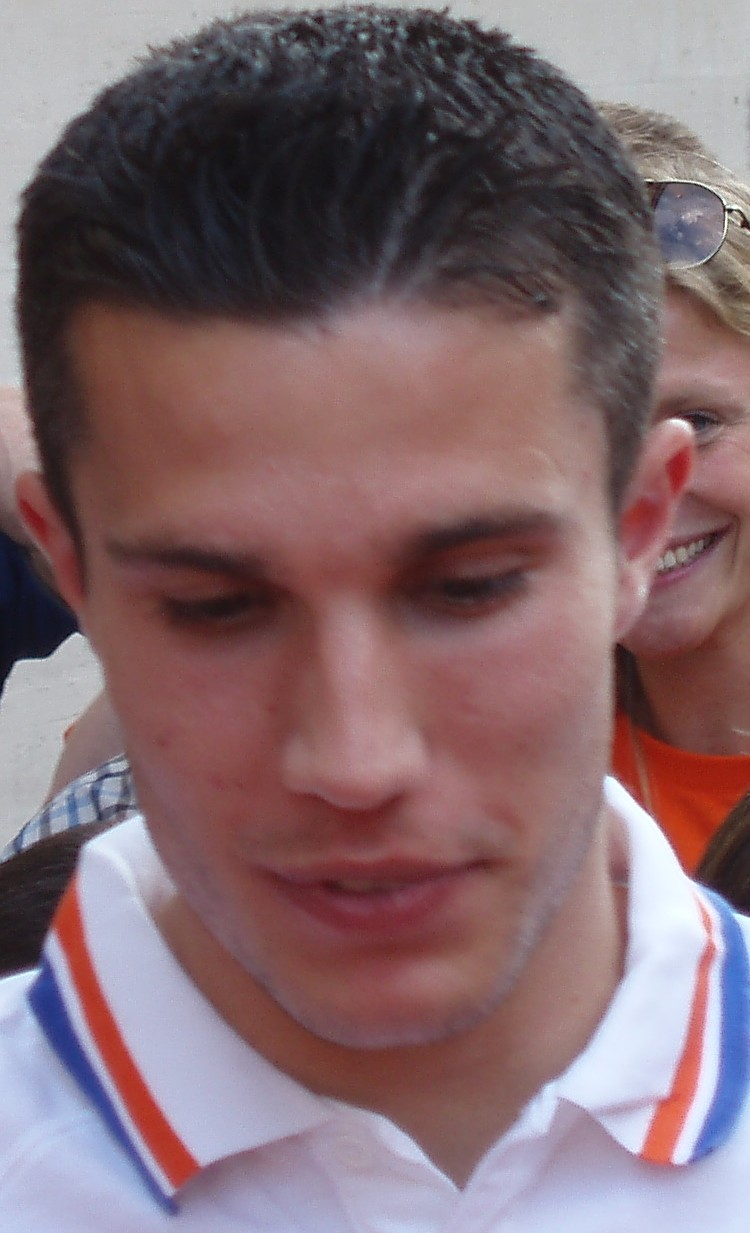
Cùng Hà Lan, Van Persie lọt vào chung kết FIFA World Cup 2010.

- UEFA Champions League á quân: 2005–06[19]

Manchester United
- Premier League: 2012–13[20]
- FA Community Shield: 2013[21]

Hà Lan
- FIFA World Cup á quân: 2010;[22] hạng ba: 2014[23]

Cá nhân
- Cầu thủ trẻ xuất sắc nhất mùa của KNVB: 2000–01
- Cầu thủ trẻ Hà Lan xuất sắc nhất năm: 2001–02
- Cầu thủ xuất sắc nhất tháng của FA Premier League Player: 11/2005; 10/2009; 10/2011; 12/2012; 04/2013
- Nhân vật thể thao của Rotterdam trong năm: 2006
- Bàn thắng trong tháng của BBC: 09/2006; 12/2008; 12/2011, 08/2012, 04/2013
- Chiếc giày vàng Premier League: 2012
- Chiếc giày đồng Euro 2008: 2008
- Top cầu thủ ghi bàn ở Arsenal: 2006–07, 2008–09, 2010–11
- Cầu thủ mùa giải của Arsenal:2008-09
- Cầu thủ Arsenal ghi bàn của mùa giải: Tháng 2 năm 2011 với Barcelona
- Cầu thủ xuất sắc nhất Ngoại hạng Anh (do PFA và FWA): 2011-2012